# QuarkXPress
QuarkXPress ist ein rahmenorientiertes Layoutprogramm des US-amerikanischen Herstellers Quark Inc. Die erste Version wurde 1987 für den Apple Macintosh veröffentlicht.

## Beschreibung
Der ursprüngliche Entwickler von QuarkXPress ist Tim Gill, der Quark Inc. 1981 in Denver gründete und zunächst Textverarbeitungs-Software für Apple II und III schrieb.
Neben dem 1985 erschienenen Aldus PageMaker gilt QuarkXPress als ein Vorreiter des Desktop-Publishing (DTP) und zählt heute mit Adobe InDesign zu den marktführenden DTP-Layoutprogrammen. Es verfügt über zahlreiche im Bereich der Printmedien benötigte Funktionen aus dem Bereich der Druckvorstufe, wie z. B. typografische Kontrolle, die Möglichkeit der Farbseparation, Überfüllungsalgorithmen, PostScript- und PDF-Ausgabe. Weiterhin bietet es für die fortschreitenden Crossmedia-Publishing-Anforderungen auch Funktionen für HTML5-, E-Book- und App-Export.

## Verwendung
QuarkXPress wird in Werbeagenturen und von freien Grafikern, bei Prepress-Dienstleistern sowie in Druckereien und Verlagen eingesetzt. Zusammen mit Redaktionssystemen wie Quark Publishing System (QPS) ist es häufig in der professionellen Zeitungs- und Zeitschriftenproduktion anzutreffen. Weitere Einsatzbereiche sind Prospekte, Broschüren, Kataloge, Faltblätter, Plakate, Geschäftsdrucksachen und auch Database-Publishing-Anwendungen. Dank Unterstützung von Inhaltsverzeichnissen und Stichwortverzeichnissen eignet es sich auch für gestaltungsintensive Buchproduktionen.
Seit QuarkXPress 5 können mit dem Programm auch direkt Webseiten (HTML) erstellt werden, ohne auf einen externen HTML-Editor zuzugreifen. Seit Oktober 2006 kann man mit dem Plug-in Quark Interactive Designer auch Flash-Inhalte direkt aus QuarkXPress erstellen. Dieses Plug-In wird seit QuarkXPress 8 mitgeliefert.
Ab Version 9 können Inhalte zudem in das ePUB-Format und in das von Ray Kurzweil entwickelte Blio-Format exportiert werden. Seit QuarkXPress 9.5 können auch HTML5-basierte Apps für Android, Apple iOS und Kindle Fire sowie Web-Apps exportiert werden.
Im deutschsprachigen Raum wurde früher die Variante QuarkXPress Passport verkauft, die im Unterschied zu der in England und den USA erhältlichen Variante multilinguale Sprachunterstützung bot. Die Passport-Varianten wurden mit Version 8 abgeschafft. Der einzige Unterschied zwischen den heutigen „Editionen“ sind die Benutzeroberflächen-Sprachen und die Möglichkeit, japanische Typografie zu erstellen.
Jede Edition von QuarkXPress 8 und 9 unterstützt 38 Sprachen und Sprachvarianten – jeweils für Worttrennung und Rechtschreibprüfung. Die Benutzeroberfläche lässt sich dynamisch in andere Sprachen umstellen. Es werden folgende Editionen vertrieben: Amerikas (Nord und Süd), Amerikas Plus, Ostasien, Osteuropa, United Kingdom, United Kingdom Plus, Westeuropa und Westeuropa Plus. Die Plus-Varianten fügen jeweils die Möglichkeit hinzu, japanische Typographie zu erstellen.

## Funktionsumfang
Durch die Unterstützung von Plug-ins (die bei Quark „XTensions“ heißen) seit 1989 kann die Funktionalität des Programms erweitert werden.
Ab Version 3.1 ist QuarkXPress auch für Windows-Systeme verfügbar.
Ab Version 4.1 unterstützt QuarkXPress den Import und Export von Inhalten via XML und PDF-Import sowie PDF-Export (nur via Distiller).
Ab Version 5 stellt die Software neben Ebenen auch Features zum Erstellen von Webseiten (HTML) bereit. Aufgrund vielfältiger Proteste zu den zwingend notwendigen Hardwareschlüsseln (Dongles) ab Version 4 wurden diese mit der Version 5 wieder abgeschafft.
QuarkXPress 6 ist die erste unter Mac OS X nativ lauffähige Version, Version 7.01 war die erste Universal Binary Variante.
Version 6.5 fügte eine Unterstützung für das XML-Dokumentenbeschreibungsformat Document Object Model (DOM) hinzu, die allerdings nur gelesen werden kann. Ab Version 6.5 können auch native Photoshop-Dateien (PSD) und Excel-Dateien (XLS) eingelesen werden. Außerdem erlaubt sie, PDFs direkt ohne Zuhilfenahme von Distiller zu erstellen.
Version 7 fügte OpenType- und Unicode-Unterstützung sowie native Schatten und Transparenzen hinzu; letztere können auch granular auf Teilobjekte angewandt werden. Darüber hinaus bietet Version 7 Unterstützung für JDF und PDF/X sowie Flightcheck-Funktionen und solche zum Zusammenarbeiten (so können mehrere Layouter gleichzeitig an der gleichen Seite mit Hilfe sogenannter Composition Zones arbeiten).
Quark liefert ab Version 7 Mehrbetriebssystem-Versionen aus und erlaubt die duale Verwendung einer Lizenz. Somit kann man mit einer Lizenz QuarkXPress z. B. sowohl auf dem heimischen Windows-PC wie auch dem Mac im Büro installieren und nutzen.
Version 8 verbesserte die Oberfläche und erlaubt, Drag & Drop von anderen Anwendungen (wie Finder oder Adobe Bridge) und wieder zurück. Dies soll laut einer von Quark beauftragten Studie die Arbeitsgeschwindigkeit signifikant erhöhen. Außerdem stellt QuarkXPress 8 ostasiatische Typografie, mehrere Grundlinienraster (auch vertikal), einstellbaren optischen Randausgleich, Objektstile, Illustrator (AI) Import und eingebauten Flashexport zur Verfügung.
Quark hat mit dieser Version den mit 2015 eingeschlagenen Weg weiter beschritten, sich damit viel Lob der Anwender erarbeitet und den Vorsprung von Indesign weiter verkürzt.
QuarkXPress 9 bietet Automatisierungsfunktionen und neue Designfunktionen, wie verschachtelte Stile, Legenden (Marginalelemente), Aufzählungen und Nummerierungen, einen Wizard für komplexe Bezierformen, Kontaktbögen (Multi-Bild-Import), Seiten klonen etc.
QuarkXPress 10 ist die erste Cocoa-native Version von QuarkXPress 10 und bietet eine neue Grafikengine, die nun EPS, PDF, AI und andere Vektorformate nativ und damit hochaufgelöst anzeigt. Für Nutzer einer 32-Bit Variante von Windows ist Version 10.5.2 die letzte Version, die installiert werden kann, ab Version 2015 braucht man ein 64-Bit Betriebssystem.
QuarkXPress 2015 (Version 11) kann Fußnoten und Endnoten aus MS Word importieren oder selbst anlegen, Tabellenstile halten Einzug in Quark und auch Variablen (für lebende Kolumnentitel oder Querverweise). Außerdem kann man Tastenkürzel selbst definieren und als PDF/X-4 exportieren. Von November 2017 bis Oktober 2018 bot die Zeitschrift c’t (Heise Verlag) eine uneingeschränkte Version von QuarkXPress 2015 für 9,90 € an und berichtete, dass der Heise Verlag QuarkXPress zur Erstellung seiner Zeitschriften nutzt.
QuarkXPress 2016 (Version 12): Umwandeln von PDF-, Illustrator- und EPS-Dateien in native QuarkXPress Objekte, Illustrator und Microsoft Office Objekte als native QuarkXPress Objekte einfügen, Umwandlung von Print Layout in ein HTML5-Layout, HTML5-Export mit direkter Vorschau, mehrstufige Verläufe mit beliebig vielen Farben, Unterstützung für OpenType Stylistic Sets, neue Windows-Benutzeroberfläche, Farbwähler Werkzeug (Farbpipette), Unterstützung des Touchpads für Gestensteuerung (nur Mac), dynamische Hilfslinien für Textrahmen-Spalten, die Inhaltsvariablen brechen automatisch am Zeilenende um, Unterstützung von ICCv4-Profilen.
QuarkXPress 2017 (Version 13): Nicht-destruktive Bildbearbeitung (Filter und Effekte sowie Farbkorrekturen), Text- und Absatzschattierungen, Text- und Absatzumrandungen, Textkontur (von „Live Text“), Transparenzmodi (wie weiches Licht, Multiplizieren etc.), Zeilenspanner und -trenner, Export von responsiven HTML5-Publikationen, Export von iOS Single Apps (ohne weitere Kosten). 2017 erlaubte Quark ein Upgrade auf QuarkXPress Version 13 von Konkurrenzprodukten wie Adobe InDesign, CorelDraw oder Microsoft Publisher.

## Versionsgeschichte
- QuarkXPress 1 (1987) Nur für Mac OS. Ausgeliefert auf zwei 400 KB 3,5″-Disketten, eine mit dem Programm und Platz für Dokumente, die zweite mit dem Wörterbuch für die Rechtschreibprüfung. Konnte schon spationieren, unterschneiden etc.
- QuarkStyle (1988) Schlanke, kostengünstigere Version. Enthielt 90 Templates von 11 internationalen Grafik/Designern
- QuarkXPress / Visionary (1988) Spezielle Version zur Ausgabe an EBV-Systemen von SCITEX. Dongleschutz, nur Schriften von Bitstream möglich. Weniger als 200 Stück weltweit verkauft. Preis: umgerechnet etwa 3500 Euro
- QuarkXPress 2 (1989) Zusätzliche Funktionen für Farbseparation mit Sonderfarben. XTensions-Schnittstelle (für andere Hersteller). Erste nicht-englische Versionen (Deutsch, Französisch etc.).
  - QuarkXPress 2.1 (1989) Erweiterte typografische Funktionen wie eigene Unterschneidungstabellen.
- QuarkXPress 3 (1990) erste Version mit Maßpalette und Bibliotheken.
  - QuarkXPress 3.1 (1992) Veröffentlichung der ersten Windows-Version, Unterstützung für Quark Publishing System (QPS).
  - QuarkXPress 3.2 (1993) weitgehende AppleScript-Unterstützung in Mac-Version, erste Version mit Farbmanagement.
  - QuarkXPress 3.3 (1996) erste Version, die auch PPC nativ unterstützt. Erste – optionale – mehrsprachige Version namens Passport (mit Dongle).
  - QuarkXPress 3.32 (1996) Unterstützung für QuarkImmedia.
- QuarkXPress 4 (1997) erste Version mit PDF-Import- / -Export-Filter. In Europa nur noch Passport-Version, damit zwingend mit Dongle.
  - QuarkXPress 4.1 (1999) erste Version mit XML-Unterstützung.
  - QuarkXPress 4.11 (2000) Version für reformierte Worttrennung und Geschwindigkeitszuwachs unter Mac OS 8.6 und 9.0.
- QuarkXPress 5 (2002) erste Version mit Tabellenwerkzeug und HTML-Unterstützung. Kein Dongle mehr.
  - QuarkXPress 5.01 (2002) – letzte Version für Mac OS Classic.
- QuarkXPress 6 (2003) erste Version, die Mac OS X unterstützt.
  - QuarkXPress 6.1 (2004) erste Version mit Excel-Importfilter.
  - QuarkXPress 6.11 (2004) mit erweiterter Sprachunterstützung.
  - QuarkXPress 6.5 (2004) erste Version mit DOM-Unterstützung (nur Lesen), PSD-Import und Bildbearbeitung.
  - QuarkXPress 6.52 (2006) Fehlerkorrektur für QuarkXPress 6.5, nachdem Version 7 freigegeben wurde. Letzte Version für Windows 2000.
- QuarkXPress 7 (2006) erste Version mit Schatten, Transparenzen, Unicode, OpenType, JDF und Composition Zones. Zusätzliche Sprachen (Griechisch, Polnisch, Tschechisch).
  - QuarkXPress 7.01 (2006) erste Universal-Binary-Version, die nativ auf Apple Macs mit Intel-Prozessoren läuft. PPML-Support. Plattformunabhängige Seriennummer (kann auf Mac und Windows installiert werden).
  - QuarkXPress 7.02 (2006) Unterstützung für viele weitere europäische Sprachen.
  - QuarkXPress 7.1 (2007) Geschwindigkeitssteigerung.
  - QuarkXPress 7.2 (2007) Unterstützung für Windows Vista und weitere osteuropäische Sprachen, sowie XPert Tools (die Objektstile, numerisches Skalieren etc. anbieten).
  - QuarkXPress 7.3 (2007) Unterstützung für weitere europäische Sprachen. Erneute Geschwindigkeitssteigerung. Plug-in ID2Q zum Öffnen von InDesign-Dateien (einschließlich CS3, limitiert bis Februar 2008) und Designwerkzeug für SWF (Flash) werden mitgeliefert.
  - QuarkXPress 7.31 (2007) Wesentliche Verbesserung der Rechtschreibkontrolle. Unterstützung von Mac OS X Leopard. Offizielle MS-Zertifizierung für Windows Vista.
  - QuarkXPress 7.4 (2008) Nicht öffentliche Version, nur für QPS-Kunden.
  - QuarkXPress 7.5 (2008) Fehlerkorrektur für QuarkXPress 7. Stellt die Kompatibilität zu QuarkXPress 8 her. Unterstützung für Spotlight und QuickLook.
- QuarkXPress 8 (2008) Erste globale Version. Auffälligste Neuerung ist die überarbeitete Benutzeroberfläche. Funktionen: anpassbarer optischer Randausgleich, AI-Import, Illustrationswerkzeuge, Designraster, Objektstile, Drag&Drop-Unterstützung, japanische Typografie, Flash-Design und -Export.
  - QuarkXPress 8.01 (2008) verbesserte Rechtschreibkontrolle bei Groß- und Kleinschreibung.
  - QuarkXPress 8.02 (2009) fünf neue Sprachen und neue Pantone-Bibliotheken.
  - QuarkXPress 8.1 (2009) Numerisches Skalieren, native Transparenzen (mit PDFMarks) und Ebenen im PDF Export, verbesserte Rechtschreibprüfung und andere Funktionsverbesserungen. Unterstützt Mac OS X Snow Leopard und Windows 7.
  - QuarkXPress 8.12 (2009) Fehlerbehebungen.
  - QuarkXPress 8.15 (2010) (Nur Mac OS X) Behebt Aktivierungsprobleme auf neuerer Apple-Hardware.
  - QuarkXPress 8.1.6.0 (2010) Geschwindigkeitsverbesserungen, „Original bearbeiten“ unter Windows.
  - QuarkXPress 8.1.6.2 (2010) Bugfix
  - QuarkXPress 8.5 (2010) Bugfixes, Auto Updater, .docx-Import
  - QuarkXPress 8.5.1 (2011) Bugfixes, konfigurierbarer Vorgabenpfad
- QuarkXPress 9 (2011) Mitlaufende Marginalien, verschachtelte Formate, Aufzählungszeichen, Bezierformen-Wizard, Multi-Bildimport, ePUB-Export.
  - QuarkXPress 9.0.1 (2011) Bugfix
  - QuarkXPress 9.1 (2011) Unterstützung für Mac OS X Lion, App Studio (iPad App Publishing), Export nach ePub und BlioReader, ePub Tagging Regeln, Ansichtsgruppen, Texteditor.
  - QuarkXPress 9.2 (2012) ePub3-Export.
  - QuarkXPress 9.2.1 (2012) nur für den Mac: Bugfix wegen 10.7.3
  - QuarkXPress 9.2.1.1 (2012) Support für das Retina-Display im App Studio
  - QuarkXPress 9.3 (2012) Export für Amazon Kindle
  - QuarkXPress 9.3.1 (2012) Unterstützung für OS X Mountain Lion
  - QuarkXPress 9.3.1.1 (2012) Bugfix Rechtschreibprüfung, nur für den Mac
  - QuarkXPress 9.5 (2012) HTML5 basierte Apps erstellen
  - QuarkXPress 9.5.1 (2013) Unterstützung für Windows 8
  - QuarkXPress 9.5.1.1 (2013) Fehlerbehebungen
  - QuarkXPress 9.5.2 (2013) Fehlerbehebungen
  - QuarkXPress 9.5.3 (2013) Fehlerbehebungen
  - QuarkXPress 9.5.3.1 (2013) Fehlerbehebungen
  - QuarkXPress 9.5.4 (2013) Unterstützung für OS X Mavericks, nicht mehr kompatibel mit Mac OS X Leopard
  - QuarkXPress 9.5.4.1 (2014) Fehlerbehebungen
- QuarkXPress 10 (erschienen im September 2013) Portierung auf Cocoa, neues UI, neue Grafik-Engine[6]
  - QuarkXPress 10.0.0.1 (2013) Erste frei verfügbare Version: Weblayout, Interactiv Designer und Buchfunktion wurden entfernt
  - QuarkXPress 10.0.0.2 (2013) Fehlerbehebungen
  - QuarkXPress 10.0.1 (2013) Unterstützung für OS X Mavericks und Windows 8.1
  - QuarkXPress 10.0.2 (2013) Fehlerbehebungen, Steigerung der Geschwindigkeit bei der Bearbeitung
  - QuarkXPress 10.1.0 (2014) 8000 % Zoom, dynamische Hilfslinien, HTML5-Animationen, Bildexport, neue Buchfunktion[7]
  - QuarkXPress 10.1.0.1 (2014) Fehlerbehebung
  - QuarkXPress 10.1.1 (2014) Fehlerbehebung
  - QuarkXPress 10.2.0 (2014) Performancesteigerungen, Änderungsverfolgung, Notizen, unbegrenzte Verschachtelung von Rahmen (Rahmen in Rahmen in Rahmen – …), Trennausnahmen Im-/Export
  - QuarkXPress 10.2.1 (2014) Fehlerbehebung
  - QuarkXPress 10.5.0 (2014) Support für OS X Yosemite
  - QuarkXPress 10.5.2 (Mai 2015) Fehlerbehebung
  - QuarkXPress 10.5.2.4 (November 2015) Fehlerbehebung nur für El Capitan
- QuarkXPress 2015 – 11.0.0.0[8] (erschienen im April 2015) vollständig 64-Bit, Fuß- und Endnoten auch beim Import von Word-Dateien, Fixed Layout ePub, max. Seitengröße 5,86 m, geprüfte PDF/X-4 Ausgabe, Tabellenstile, Inhaltsvariablen, eigene Tastenkürzel (nur Mac).
  - QuarkXPress 2015 Mai Update (11.0.0.1) Bugfixes
  - QuarkXPress 2015 Juli Update (11.0.1) Startgeschwindigkeit, Bugfixes
  - QuarkXPress 2015 September Update (11.1.0) Offizielle Unterstützung für Windows 10
  - QuarkXPress 2015 El Capitan Update (11.2.0) Offizielle Unterstützung für El Capitan
  - QuarkXPress 2015 Februar Update (11.2.0.2) Bugfixes
  - QuarkXPress 2015 Juni Update (11.2.0.5) Bugfixes, Kompatibilitätsupdate nach dem Release der Version 2016
- QuarkXPress 2016 – 12.0[9] (erschienen im Mai 2016) AI-, EPS- und PDF-Dateien in bearbeitbare Objekte umwandeln; Elemente aus Adobe Illustrator, InDesign, Microsoft Excel, PowerPoint etc. kopieren und als bearbeitbare Objekte in QuarkXPress einsetzen; Layouts als HTML5-Publikationen exportieren; mehrstufige Farbverläufe; OpenType Stylistic Sets; Farbpipette (nur RGB).
  - QuarkXPress 2016 Juli Update (12.1) Farbpipette nun für CMYK und RGB, HMTL5-Publikationen können nun gezoomt werden und passen sich automatisch an die Displaygröße an.
  - QuarkXPress 2016 Oktober Update (12.2) Unterstützung für macOS Sierra
  - QuarkXPress 2016 November Update (12.2.1) Bugfixes
  - QuarkXPress 2016 November 2017 Update (12.2.3) Unterstützung für macOS High Sierra
- QuarkXPress 2017 – 13.0.0[10] (erschienen im Mai 2017) Nicht-destruktive-Bildbearbeitung, Überblendungseffekte (Multiplizieren, Hartes Licht etc.), Textschattierungen und Textumrandungen, live Textkonturen, Spalten vereinen und trennen. Responsive HTML5-Publikationen erzeugen. iOS Apps erzeugen (ohne monatliche Gebühren).
  - QuarkXPress 2017 Juni Update (13.0.1) Bugfixes
  - QuarkXPress 2017 Juli Update (13.0.2) Bugfixes
  - QuarkXPress 2017 Oktober Update (13.1) Unterstützung für macOS High Sierra
  - QuarkXPress 2017 Dezember Update (13.1.1) Fehlerbehebung für Photoshop (PSD) Import Filter
  - QuarkXPress 2017 Januar 2018 Update (13.2) Adobe InDesign Import (via IDML)[11]
  - QuarkXPress 2017 Januar 2018 Update 2 (13.2.1) Bugfix
  - QuarkXPress 2017 Juni 2018 Update (13.2.4) Bugfixes, Support für iPhone X (App Export)
- QuarkXPress 2018 – 14.0.0 (erschienen im Mai 2018) Java-Script für Mac und Windows, Unterstützung von Color-Fonts, unterschiedlichen Rahmenstile, einstellbare Silbentrennung, Progressive Web Apps (PWA) erstellen, neuer PDF-Export (Callas-Engine), PDF-Tagging, Android Apps erzeugen (ohne monatliche Gebühren) usw.
  - QuarkXPress 2018 Juli 2018 Update (14.0.1) Bugfixes, neue QXML-Methoden (Dateizugriffe), neue JavaScript Beispiele, Untermenüs für Schriften auf MacOS wieder zurück
  - QuarkXPress 2018 Oktober 2018 Update (14.1.0) Nun auch im Mac App Store verfügbar. Dunkelmodus für macOS Mojave. Compliance mit dem PDF Accessibility Checker (PAC)-Tool.
  - QuarkXPress 2018 Dezember 2018 (14.2.0) Unterstützung für indische Sprachen.
- QuarkXPress 2019 Advantage – 15.0 (erschienen im Juli 2019) QuarkXPress ist nicht mehr als Einzelversion ohne Advantage-Programm zu kaufen. Advantage wird in drei Optionen angeboten, 12, 24 und 36 Monate. Advantage bietet für diesen Zeitraum kostenlose Updates, technischen Support und Webinare. Nach Ablauf lässt sich QuarkXPress weiterverwenden.